# Resolução 156 do Conselho de Segurança das Nações Unidas
Resolução 156 do Conselho de Segurança das Nações Unidas, foi aprovada em 9 de setembro de 1960, depois de receber um relatório do Secretário-Geral da Organização dos Estados Americanos, o Conselho notou a sua aprovação em relação à primeira resolução da Reunião de Consulta de Ministros das Relações Exteriores das Repúblicas Americanas pelo qual um acordo foi alcançado sobre a aplicação das medidas relativas à República Dominicana.
Na sequência da decisão da Organização dos Estados Americanos de romper as relações diplomáticas e aprovar sanções ao regime de Trujillo após seu envolvimento em uma tentativa de assassinato contra o presidente Rómulo Betancourt, da Venezuela, a União Soviética, desde o rascunho do texto da resolução, no entanto, este foi rejeitado pelos outros membros do Conselho, devido à questão das sanções não militares.
Foi aprovada com 9 votos, e com duas abstenções da Polônia e a União Soviética.